# Zitrullinämie Typ II
Die Zitrullinämie Typ II ist  eine seltenere, häufiger in Japan vorkommende Form der Zitrullinämie, einer seltenen angeborene Stoffwechselerkrankung mit Mangel an Argininosuccinat-Synthase, einem Enzym aus dem Harnstoffzyklus. Hauptmerkmal ist die Hyperammonämie, der Verlauf ist weniger ausgeprägt.
Synonyme sind: Zitrullinämie, adulte, Typ 2; CTLN2; Citrin-Mangel, adulter
Die meisten Berichte sind auf Japanisch und stammen aus den 1970er Jahren.

## Verbreitung
Die Häufigkeit wird auf 1 zu 100.000 – 230.000 geschätzt, gehäuft in Japan.
Die Vererbung erfolgt autosomal-rezessiv.

## Ursache
Der Erkrankung liegen Mutationen im SLC25A13-Gen auf Chromosom 7 Genort q21.3 zugrunde.

## Klinische Erscheinungen
Klinische Kriterien sind:
- Krankheitsbeginn im Erwachsenenalter
- Episoden von Hyperammonämie mit Unruhezuständen, neuropsychiatrischen Auffälligkeiten, Gedächtnisverlust bis zum Koma

Es gibt auch eine neonatale Form mit Gedeihstörung, Minderwuchs, Leberfunktionsstörungen, intrahepatischer Cholestase, Hepatomegalie, Gerinnungsstörung, hämolytischer Anämie und Hypoglykämie.

## Diagnose
Die Diagnose ergibt sich aus der Blutuntersuchung und kann durch den Mutationsnachweis gesichert werden.

## Therapie
Als Behandlung kommt eine Lebertransplantation infrage.